# Гобліни

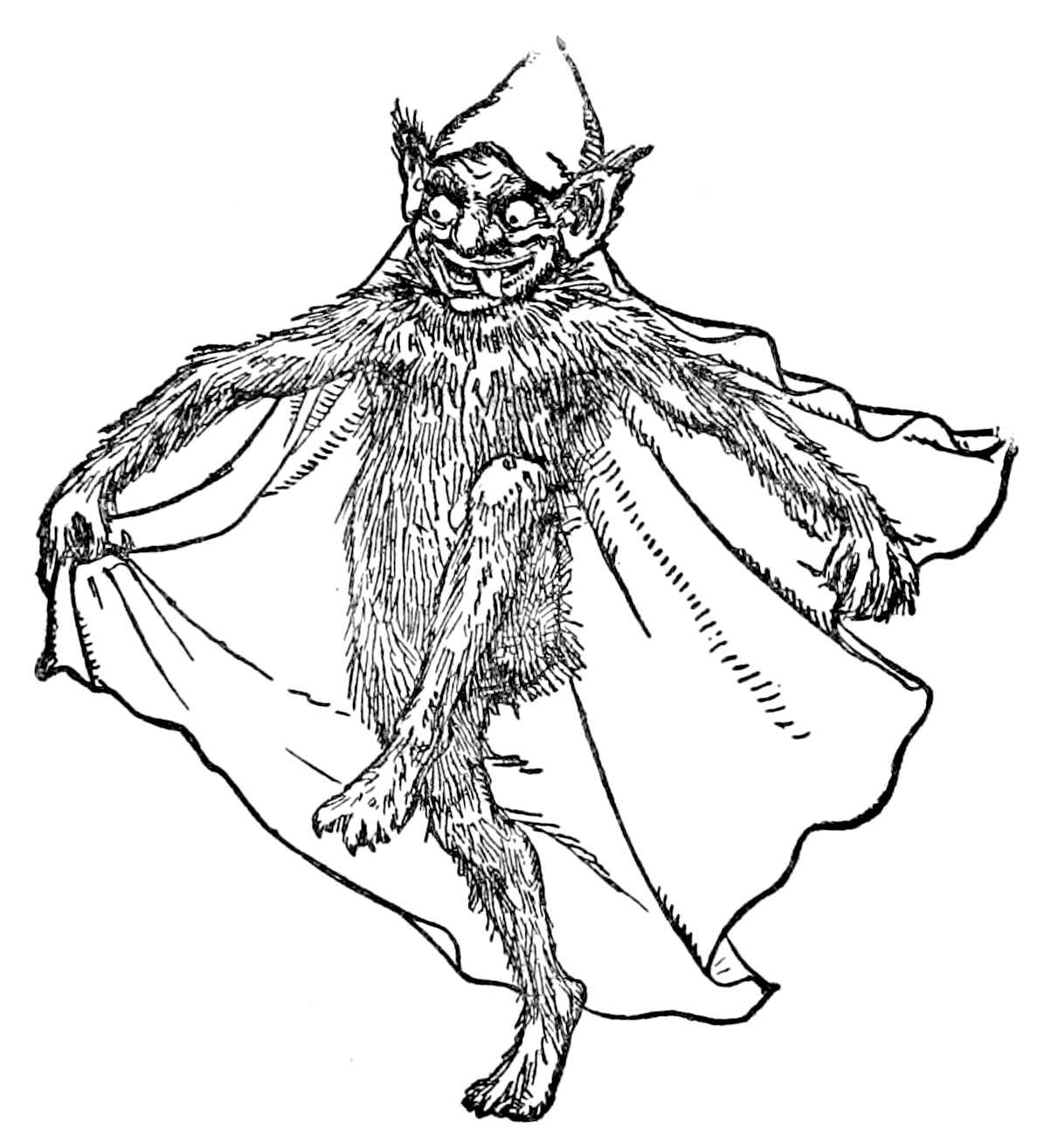
Гоблін на ілюстрації XIX ст.

Го́бліни — в германському та британському фольклорі, мандрівні духи, що збиткуються з людей. Переважно уявлялися як потворні карлики. Мешкають групами в лісах і, найчастіше, в гірських печерах, але можуть пробиратися в людські житла. Ними могли ставати деякі померлі люди. В фентезі часто зображуються зеленошкірими та довгоносими.
Гоблінами також часто називають інших міфічних істот, близьких за поведінкою — як у вигляді узагальнення, так і під час перекладів з інших мов. Близькі до них кобольди, які також проживають у печерах і займаються різними витівками, хобгобліни і брауні, які виступають в Англії домовиками і мають схожі звички, нокери, пука; скандинавські тролі, японські каппи.

## Етимологія
Слово «гоблін» (англ. goblin, gobblin, gobeline, gobling, goblyn, goblino, gobbelin) вперше зафіксовано в XIV ст. й походить від англо-норманського *gobelin, як і старофранцузьке gobelin, зафіксоване в 1195 і середньовічного латинського gobelinus близько 1141, як називали демона з околиць Евре в Нормандії. Вірогідний зв'язок цієї назви з німецьким kobold, або латинським cabalus чи *gobalus, від грецького κόβαλος (кобалос) — пустотливий дух, який жартує зі смертних і лякає їх, дослівно — «розбійник», «шахрай». Альтернативно, це може бути зменшувальне або інше похідне від власного французького імені Gobel чи Gobeau, зменшувальні форми Gobelet, Goblin, Goblot — «продавець келихів, склянок або чашок».

## Образ і заняття

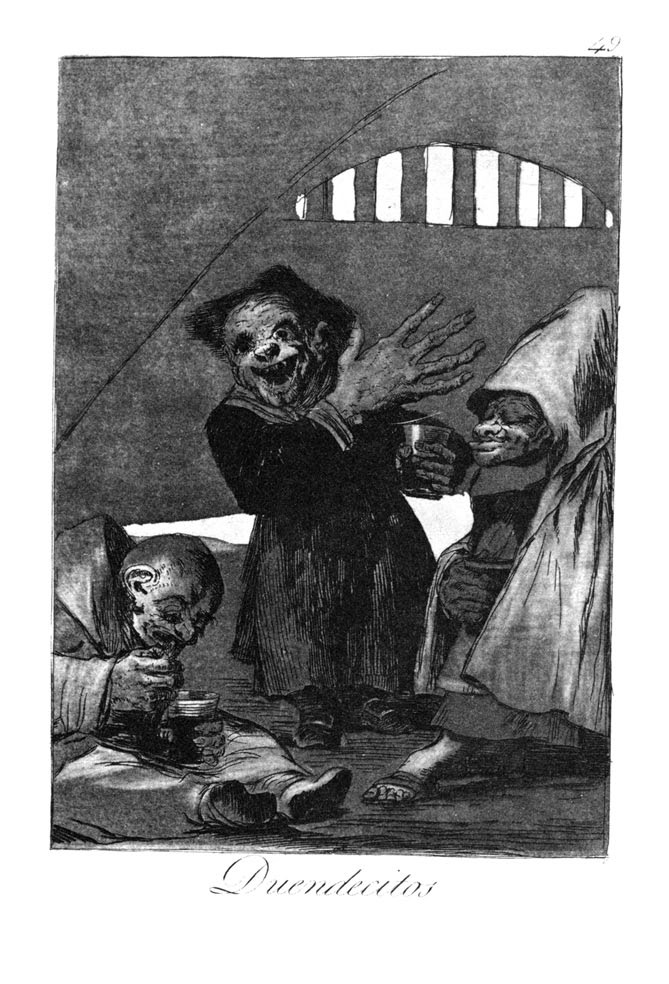
«Маленькі гобліни» Гойї

Гобліни можуть набувати різної форми, перетворюватись на тварин, але зазвичай уявляються як волохаті карлики або одягнені в плащі. Шерсть гоблінів сіра або чорна.
Мешкають у лісах і печерах, але пробираються в людські житла, де збиткуються з господарів. Вони стукають у горщики та сковорідки, стягують одяг зі сплячих людей, пересовують меблі, розбивають стіни та двері, розкопують могили та викидають із них кістки, заплутують коням гриви та хвости, змушують собак вити, лякають дітей криками та шкряботінням у вікна, висмикують стільці з-під людей, закидають кочергу у вогонь. Гобліни ненавидять тих, хто не вживає алкоголю.
Разом з тим гобліни могли допомагати, такий їх різновид відомий як бубакоди (bwbachods) або хобгобліни. Вони сприяють у вихованні дітей, якщо лишити їм ласощі, винагороджують дітей за хорошу поведінку та карають за погану. Гоблінам приписувалося вміння допомагати у виробництві масла, якщо їх задобрити, лишивши наніч тарілку вершків. Шахтарі у Вельсі вірили, що гобліни шумлять там і заважають копати. В той же час, присутність гоблінів вважалася доброю ознакою, що близько є багаті поклади. Ображені гобліни збиткуватимуться з господарів.
У XX ст. гобліни стали часто описуватися в художніх творах зеленошкірими. Це пов'язана з тим, що впродовж XIX ст. зелений колір почав асоціюватися з отрутою та хворобою. Популярність зелених гоблінів зумовлена персонажем коміксів Зеленим Гобліном та гоблінами в настільній грі Warhammer.

## У популярній культурі

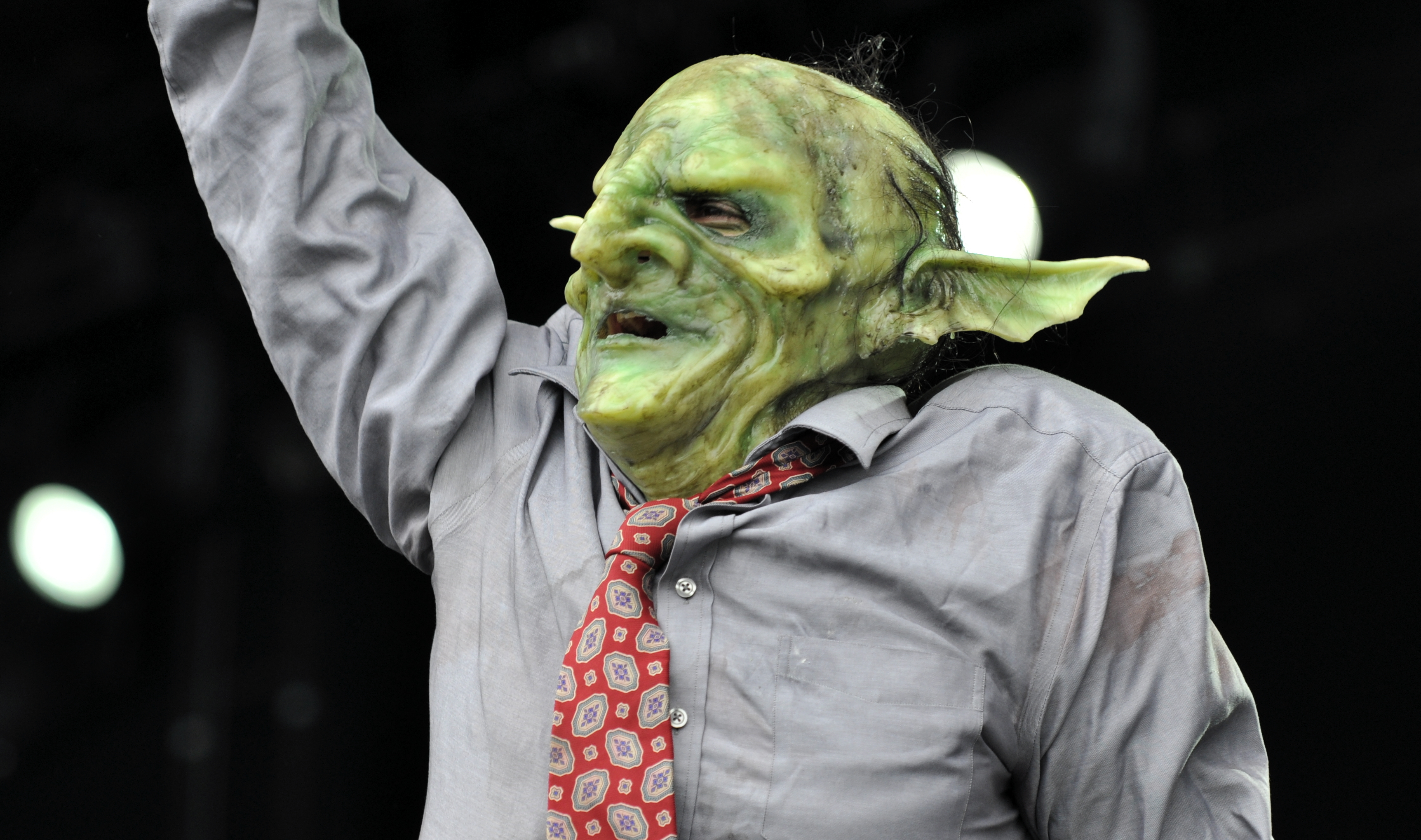
Актор у масці гобліна

У сучасній культурі гобліни дуже популярні. Найчастіше вони виступають персонажами фентезі. У літературі їх можна зустріти у творах Джона Толкіна (Володар перснів), сера Джона Саклінга («Гобліни»), Джорджа МакДональда («Принцеса і гоблін»), Крістіни Розетті («Гоблінський ринок»), Чарльза Керріла («Дейві та гоблін»), Лайона де Кампа («Башта гоблінів»), Кліфорда Саймака («Заповідник гоблінів»), Джоан Роулінг (Гаррі Поттер) та інших авторів. У коміксах та іншій продукції компанії MARVEL про Людину-павука також є кілька персонажів, ім'я яких містить слово «гоблін», наприклад, Зелений Гоблін, Хобгоблін, Демогоблін та ін.
Гоблінів часто зображують у мультфільмах та кінофільмах фентезі або жахів, наприклад, «Троль 2», «Лабіринт», «Легенда», «Хроніки Спайдервіка» і заснованих на популярних літературних творах стрічках «Володар Перснів» і «Гаррі Поттер». Тут гобліни найчастіше виступають як войовнича раса винахідників різних технічних пристроїв, не завжди самостійна, але налаштована проти людей (трилогія «Володар перснів», ігри серії Warcraft тощо) або співпрацює з ними («Гаррі Поттер»).
Також широко застосовуються у настільних іграх і відеоіграх рольового жанру, наприклад, у франшизах Heroes of Might and Magic, Warcraft, Dungeons & Dragons, Warhammer, The Elder Scrolls, Everquest, Dungeon Keeper, Gobliiins тощо.
Назву цієї істоти взяв як псевдонім Дмитро Пучков, відомий смішним та іноді нецензурним озвученням популярних фільмів («гоблінським перекладом»). Таку назву мають італійський рок-гурт і американський реактивний винищувач 1948 року XF-85 довжиною 4,5 м. У штаті Юта є парк «Долина гоблінів». Великими Гоблінами також називали на початку ХХ сторіччя керівників Ку-клукс-клану.
Гоблінами назвали прибульців, що нібито атакували 21 серпня 1955 року ферму коло Хопкінсвілля у штаті Кентуккі.
Гобліни разом із феями — найулюбленіші мотиви у творчості відомого англійського фентезі-художника Браяна Фрауда.